# Wilfred Mugeyi
Wilfred Mugeyi (né le 4 juillet 1969 à Salisbury à l'époque en Rhodésie et aujourd'hui au Zimbabwe) est un footballeur international zimbabwéen, qui évoluait au poste de milieu de terrain, avant de devenir entraîneur.
Son frère jumeau, William, est également footballeur.

## Biographie

### Carrière de joueur

#### Carrière en club
Wilfred Mugeyi joue au Zimbabwe, en Israël, en Afrique du Sud, et en Chine.
Il inscrit plus de 170 buts en championnat.

#### Carrière en sélection
Wilfred Mugeyi joue en équipe du Zimbabwe entre 1992 et 2004.
Il participe avec cette équipe à la Coupe d'Afrique des nations 2004 organisée en Tunisie. Lors de cette compétition, il joue trois matchs : contre l'Égypte, le Cameroun, et l'Algérie.
Il joue quatre matchs rentrant dans le cadre des éliminatoires du mondial 2002.

## Palmarès
| Black Aces - Coupe d'Afrique du Sud (1) : - Vainqueur : 1993. |  | Maccabi Haïfa - Championnat d'Israël : - Vice-champion : 1994-95. - Coupe d'Israël (1) : - Vainqueur : 1994-95. |  | Bush Bucks - Championnat d'Afrique du Sud - Meilleur buteur : 1996-97 (22 buts). - Telkom Knockout (1) : - Vainqueur : 1996. |  | Ajax Cape Town - Championnat d'Afrique du Sud - Vice-champion : 2003-04 et 2007-08 - Coupe d'Afrique du Sud - Vainqueur : 2007. |